# محمد مهران (شهردار)
محمد مهران شهردار تهران در دو دوره بوده و همچنین تولیت آستان قدس رضوی در زمان پهلوی را نیز برعهده داشته‌است.

## زندگی‌نامه
متولد سال ۱۲۷۷ شمسی و فرزند میرزا صادق بروجردی از قضات دادگستری دوره پهلوی بود، دارای تحصیلات قدیم و آشنا به زبان فرانسه بود. او همچنین استاندار آذربایجان، استاندار سیستان و بلوچستان، مدتی پیشکار دارایی گیلان بود، شهردار تهران در دو نوبت، نخست از اسفند ۱۳۲۸ تا تیر ۱۳۲۹ (۴ ماه) و دیگر بار از اردیبهشت ۱۳۳۰ تا مرداد ۱۳۳۱ خورشیدی بود. در سال ۱۳۳۰ قول اتمام لوله‌کشی آب تهران را داد، که موفق نشد. مدیر کل غله و نان و قند و شکر شد و تولیت آستان قدس رضوی و حرم فاطمه معصومه در زمان پهلوی را بر عهده داشت. وی در سال ۱۳۵۳ در تهران درگذشت و در امامزاده عبدالله شهرري به خاك سپرده شد.